# IC 1613
Az IC 1613 (más néven Caldwell 51) egy szabálytalan és törpe galaxis a Cetus (Cet) csillagképben.

## Felfedezése
Max Wolf fedezte fel a galaxist 1906-ban.

## Tudományos adatok
A galaxis 234 km/s sebességgel közeledik felénk.
A Lokális Csoport tagja, akárcsak a Tejútrendszer.